# Nagroda Enrica Fermiego

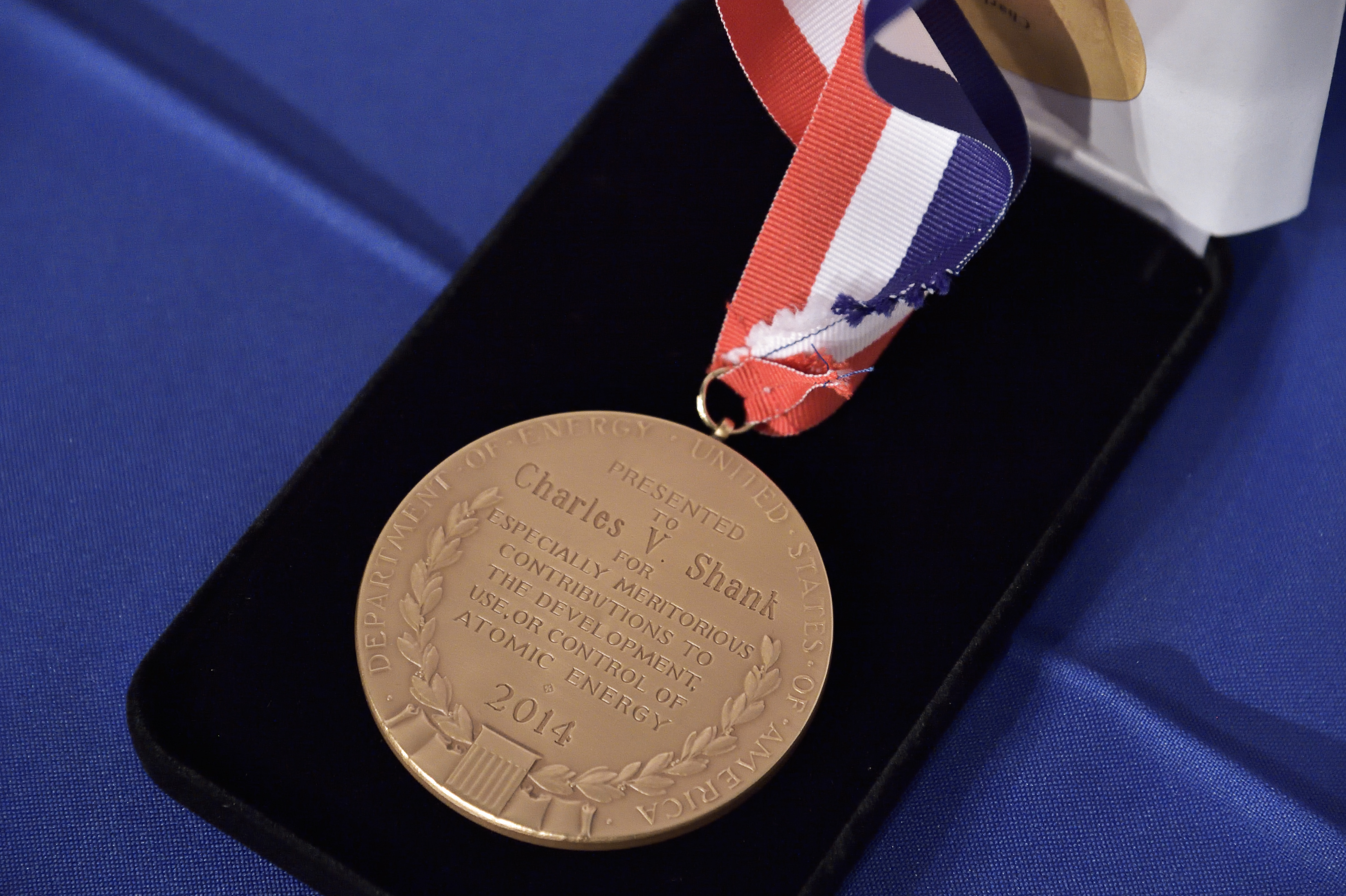
Medal Nagrody im. Enrica Fermiego

Nagroda Enrica Fermiego (Nagroda Prezydencka im. Enrica Fermiego) – amerykańska prestiżowa nagroda ustalona w 1956 dla osób za wybitne osiągnięcia w dziedzinie nauki i technologii energetycznych  ustanowiona ku pamięci Fermiego, przyznawana jest od 1956 przez Komisję Energii Atomowej (AEC) USA osobie, która wniosła szczególny wkład w rozwój, wykorzystanie lub kontrolę energii jądrowej. Nagroda wynosi 100 000 dolarów amerykańskich (stan na 2020).
W listopadzie 1954, na krótko przed śmiercią, sam Fermi otrzymał od prezydenta USA Eisenhowera i Komisji Energii Atomowej nagrodę za całokształt twórczości, której kontynuacją jest Nagroda Fermiego.
Wyróżniony nagrodą Fermiego otrzymuje dyplom podpisany przez Prezydenta Stanów Zjednoczonych i Sekretarza Energii, pozłacany medal z podobizną Enrica Fermiego oraz honorarium w wysokości 100 000 dolarów. W przypadku przyznania Nagrody więcej niż jednej osobie w tym samym roku, jej uczestnicy dzielą honorarium w równych częściach. Nagroda Fermiego jest przyznawana w imieniu Białego Domu przez Biuro Naukowe Departamentu Energii Stanów Zjednoczonych. Otrzymało ją wielu wybitnych przedstawicieli nauki.
W 2001 Włoskie Towarzystwo Fizyków (Societa Italiana di Fisica) ufundowało własną nagrodę im. Enrica Fermiego ("Enrico Fermi" Prize) przyznawaną dorocznie dotowaną sumą 30 000 euro.

## Laureaci
- 1956: John von Neumann
- 1957: Ernest Lawrence
- 1958: Eugene Paul Wigner
- 1959: Glenn T. Seaborg
- 1961: Hans Bethe
- 1962: Edward Teller
- 1963: Robert Oppenheimer
- 1964: Hyman Rickover
- 1966: Otto Hahn, Lise Meitner i Fritz Straßmann
- 1968: John Archibald Wheeler
- 1969: Walter Henry Zinn
- 1970: Norris Bradbury
- 1971: Shields Warren i Stafford L. Warren
- 1972: Manson Benedict
- 1976: William L. Russell
- 1978: Harold M. Agnew, Wolfgang Panofsky
- 1980: Rudolf Peierls i Alvin M. Weinberg
- 1981: Wilfrid Bennett Lewis
- 1982: Herbert L. Anderson i Seth Neddermeyer
- 1983: Alexander Hollaender i John H. Lawrence
- 1984: Georges Vendryes i Robert R. Wilson
- 1985: Norman Rasmussen i Marshall Rosenbluth
- 1986: Ernest D. Courant i M. Stanley Livingston
- 1987: Luis Walter Alvarez i Gerald F. Tape
- 1988: Richard B. Setlow i Victor Weisskopf
- 1990: George Cowan i Robley D. Evans
- 1992: Harold Brown, John S. Foster junior i Leon Max Lederman
- 1993: Freeman J. Dyson i Liane B. Russell
- 1995: Ugo Fano i Martin Kamen
- 1996: Mortimer M. Elkind, Richard Garwin i H. Rodney Withers
- 1998: Maurice Goldhaber i Michael E. Phelps
- 2000: Sheldon Datz, Sidney Drell i Herbert York
- 2003: John N. Bahcall, Raymond Davis junior i Seymour Sack
- 2005: Arthur H. Rosenfeld
- 2009: John B. Goodenough i Siegfried Hecker
- 2010: Mildred Dresselhaus i Burton Richter
- 2013: Allen J. Bard i Andrew Sessler
- 2014: Claudio Pellegrini i Charles Shank
- 2023: Darleane C. Hoffman i Gabor A. Somorjai
- 2024: Héctor D. Abruña, Paul Alivisatos i John H. Nuckolls